# Синајски молитвеник
Синајски молитвеник, Синајска евхологија, Синајски бревијар или лат. Euchologium Sinaiticum је старославенски глагољски рукопис који садржи 103 листа пергамента.
Рукопис је датиран у 11. век; садржи највећим делом непотпуни требник (збирку молитава и посебних црквених служби у разним приликама), преведен са грчког и старонемачког, као и Заповести Светих отаца лат. Poenitentiale Merseburgense из средине 11. века, овај текст се појављује и у Устјушкој крмчији XIII—XIV века .
Рукопис је открио архимандрит Порфирије (Успенски) 1850. године у манастиру Свете Катарине на Синајској гори, где се и данас чува. Раније је збирка обухватала још три листа (тзв. Синајски мисал), са преводом грчке литургијске службе, али их је Порфирије однео у Русију. 1975. године, приликом поправке у поменутом манастиру, пронађено је још неколико листова овог рукописа.